# Sahneh (Verwaltungsbezirk)
Sahneh (persisch شهرستان صحنه) ist ein Schahrestan in der Provinz Kermānschāh im Iran. Er enthält die Stadt Sahneh, welche die Hauptstadt des Verwaltungsbezirks ist.

## Demografie
Bei der Volkszählung 2016 betrug die Einwohnerzahl des Schahrestan 70.757. Die Alphabetisierung lag bei 80 Prozent der Bevölkerung. Knapp 51 Prozent der Bevölkerung lebten in urbanen Regionen.
| Zensusjahr | Einwohnerzahl |
| ---------- | ------------- |
| 2011       | 76.678        |
| 2016       | 70.757        |